# ولید بن عبدالملک

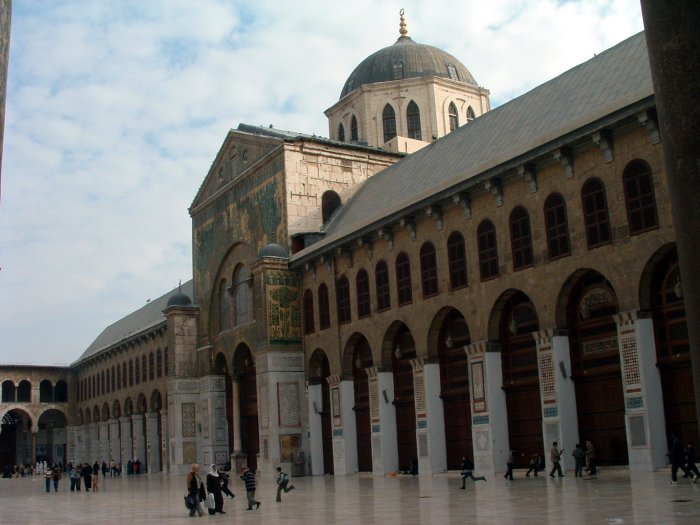
مسجد اموی ساخته توسط ولید

ولید پسر عبدالملک (به عربی: أبو العباس الولید بن عبد الملک بن مروان بن الحکم الأموی القرشی) یا الولید خلیفه قدرتمند اموی بود که از سال ۷۰۵ تا ۷۱۵ میلادی (از ۸۶ تا ۹۶ هجری قمری) فرمان راند؛ خلافت او دوران گشایش سرزمین‌ها و گسترش قلمرو امویان در خاور و باختر بود. در زمان او، کراچی به محاصره مسلمانان درآمد، و جنگی سخت بین مسلمانان و داهرشاه در سند روی داد. در مولتان، نیز مسلمانان پیروز شدند و غنایم بسیار به دست مسلمانان افتاد. در این زمان، مسلمانان همچنین بر سرزمین اسپانیا که تا آن زمان رومیان بر آن فرمان می‌راندند، تاخته و برآن تسلط یافتند. در این زمان، موسی بن نصیر، شهرهای مغرب را گشود. از ولید پسر عبدالملک، مسجد جامع اموی در دمشق برجای مانده‌است که از شگفت‌ترین مساجد جهان است. ولید ۴۸ سال زیست و ۱۰ سال حکومت کرد، و در دمشق درگذشت و در همان‌جا به خاک سپرده شد. ولید بن عبدالملک، بنابر عقیده فقهای شیعه، علی بن حسین امام چهارم شیعیان را با سم کشته‌ است.
به‌دستور او کاخ عمره در بادیهٔ اردن، شرقِ نوکِ شمالی دریای مرده ساخته شد که برای دیوارنگاری‌هایش شهرت یافته. یکی از دیوارهایش، نگاره‌های چهار فرمانروای آن عصر را نشان می‌دهد که گویا حکومت‌هایی‌اند که مسلمانان برآنان چیره شدند، قیصر روم، کسرای فارس، نجاشی حبشه و ردریک حاکم ویزیگوتها اسپانیا. دیواری دیگر، مردی ریش‌دار با هاله‌ای از نور در پیرامونش را نشان می‌دهد که بر عرش نشسته؛ گویا خود خلیفه است.